# لیپ موشن
لیپ موشن (انگلیسی: Leap Motion) شرکت نرم‌افزار آمریکایی است، که در سال ۲۰۱۰ تأسیس شد.